# Scaphandre à casque

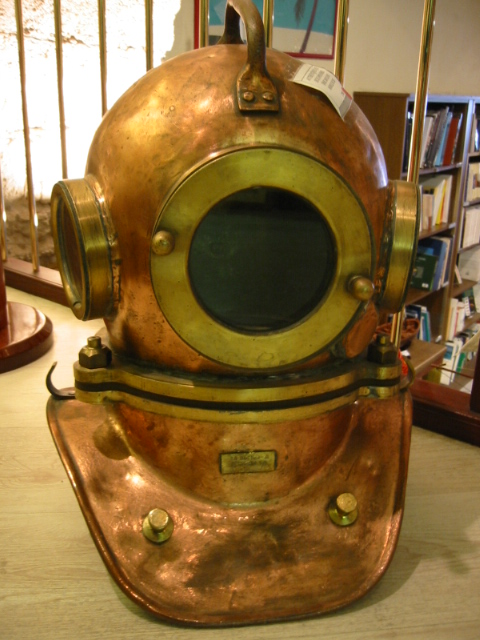
Casque scaphandre chez un antiquaire.

Le scaphandre à casque, aussi appelé scaphandre pieds lourds, est un dispositif qui permet à un plongeur de déambuler sur le fond d'une masse d'eau (la mer, un lac, une rivière, une carrière immergée, un bassin, etc.) en respirant grâce à un tube relié à la surface, où d'autres hommes lui fournissent l'air nécessaire à sa survie grâce à un mécanisme de pompage.
Toutefois quelques modèles de scaphandres à casque ont été autonomes et n'ont donc pas été alimentés en air de surface, comme, entre autres, les scaphandres Rouquayrol-Denayrouze (détendeurs alimentés par une réserve d'air comprimé et fabriqués en France à partir de 1864), ou les scaphandres Dräger (recycleurs alimentés en oxygène et fabriqués en Allemagne à partir de 1912).

## Utilisation
Les scaphandres à casque ont été mis au point vers la fin du XVIIIe siècle et ont connu leur apogée jusqu'au milieu du XXe siècle, lorsque le scaphandre autonome, plus léger et entièrement indépendant de la surface, est venu les remplacer. Cependant le scaphandre autonome subit des contraintes très importantes de profondeur et de temps d'autonomie et certains scaphandriers « pieds lourds » réalisent encore des travaux sous-marins en utilisant ce type d'équipement. Les scaphandres à casque sont très souvent souples, ce qui fait subir au scaphandrier les effets de la pression environnante, comme c'est le cas chez les plongeurs qui se servent d'un scaphandre autonome. Les scaphandres rigides sont ces scaphandres à casque conçus pour les grandes profondeurs, de l'ordre de plusieurs centaines de mètres. À l'intérieur d'un scaphandre rigide le scaphandrier ne subit pas la pression de l'eau environnante mais celle produite artificiellement par un dispositif interne du scaphandre lui-même. La pression de l'air qui y est contenu reste ainsi en permanence à pression atmosphérique (pression et densité de l'air au niveau de la mer), raison pour laquelle les scaphandres rigides sont aussi appelés scaphandres atmosphériques. Même si quelques modèles sont toujours fabriqués et que la recherche océanographique continue toujours à les concevoir, les scaphandres rigides ne sont quasiment plus utilisés depuis les années 1980 : les risques pour le plongeur sont trop grands et il est désormais possible de réaliser un grand nombre de tâches grâce à l'utilisation des ROV (sondes sous-marines guidées à distance, en surface). Les « pieds lourds », en scaphandres souples ou rigides, posent des câbles sous-marins, exécutent des missions de sauvetage d'équipages de sous-marins, réalisent des découpages de tôle à l'oxy-arc et réalisent de nombreuses autres tâches sous-marines à chaque fois que leur équipement se présente comme étant le plus approprié.

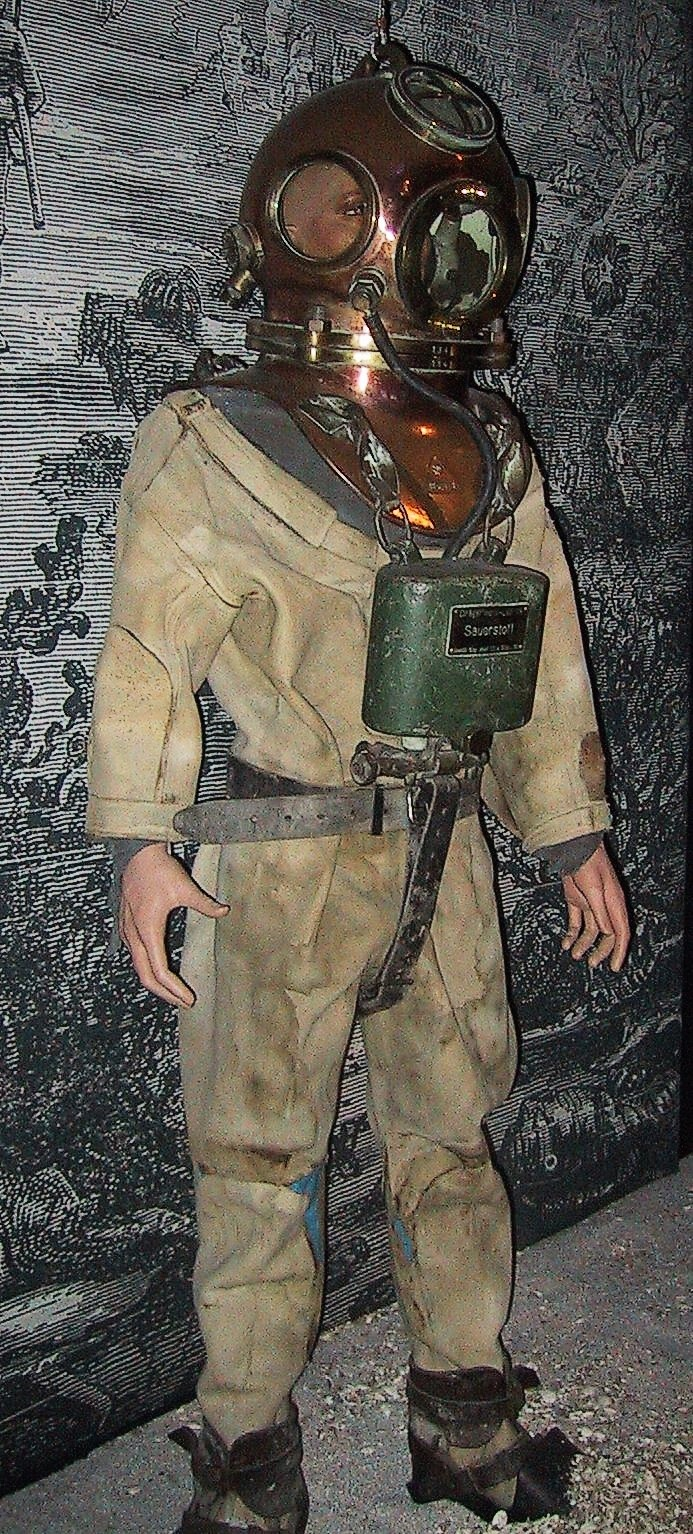
Scaphandre Draeger DM20 (un recycleur), 1936.

## Historique

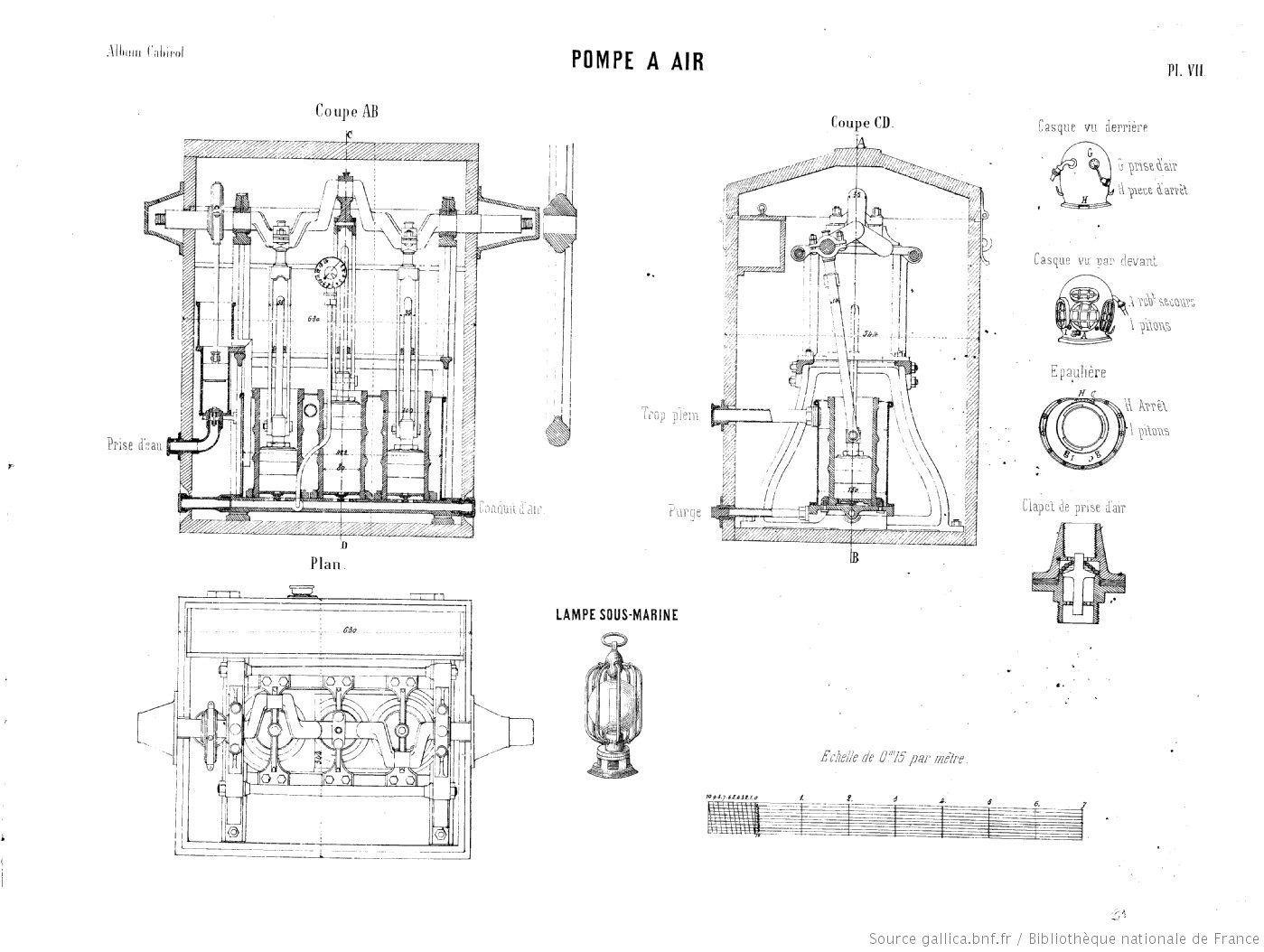
Scaphandre appareil de plongeur Cabirol (1870)

Si l'homme a sans doute toujours plongé en apnée, il a aussi cherché le moyen de se fournir une source d'air afin d'évoluer le plus longtemps possible sous la surface des eaux. Ainsi, au IVe siècle av. J.-C., on rapporte qu'Alexandre le Grand plongea sous les eaux grâce à un principe de cloche inversée décrit par celui qui fut son précepteur, Aristote.
Le Florentin Léonard de Vinci (1452-1519) imagina un masque avec tuyau amenant l'air au plongeur. Destinée à l'usage du combat contre une flotte ennemie, probablement la flotte turque, cette combinaison étanche en cuir avait été conçue pour des profondeurs ne dépassant pas quelques dizaines de mètres. Il est intéressant de rappeler qu'au sujet de l'invention de Léonard, invention qui du vivant de son concepteur resta très certainement sur le papier, l'historien Bertrand Gille précise :

« Comme le vol à tire-d'aile, la descente de l'homme sous les eaux est un très vieux rêve. Les innombrables manuscrits de l'histoire d'Alexandre nous donnent, par leurs miniatures, des images des appareils auxquels on pouvait penser pour visiter le fond des mers. À partir de Kyeser on commence à voir des appareils individuels et nous avons donné le dessin d'un scaphandre, assez moderne d'aspect, extrait de manuscrit de la guerre hussite. Le scaphandre de Léonard de Vinci, rapide esquisse sans détail, n'est pas supérieur, et de loin à ce croquis plus vieux d'un demi-siècle »

— Les Ingénieurs de la Renaissance - Bertrand Gille
En 1715 le marchand de laine anglais John Lethbridge (1675–1759) conçut et construisit, à la manière d'un tonneau, un cylindre de plongée de taille suffisante pour l'héberger. Son but était de récupérer les richesses englouties des épaves de l'époque. Sa machine de plongée était construite en lattes de bois reliées par un ensemble de boulons qui maintenaient la cohésion de l'ensemble contre les effets de la pression de l'eau. Le cylindre ne laissait dépasser que ses bras, un hublot en verre de 4 pouces (10 cm) de diamètre autorisait la vision de l'environnement extérieur et une corde reliée au bateau duquel il avait plongé servait à la communication avec les équipages restés en surface. Il emportait avec lui une réserve d'air que, d'après ses dires il pouvait renouveler en surface toutes les six heures. L'immersion s'effectuait par l'ajout d'un lest qui ensuite était lâché dans le but de flotter et de regagner la surface. Il essaya d'abord son invention dans une mare qu'il fit construire à cet effet dans son jardin et ensuite il explora de nombreuses épaves dont la récupération d'objets de valeurs lui permit de devenir riche.
L'« armure de plongée » de Lethbridge, système de plongée fort ingénieux, ne fut pas en réalité destinée à s'imposer et n'a de rapport avec les scaphandres à casque que le simple fait de les avoir précédé et d'avoir été tout comme eux un système efficace d'exploration des fonds marins.
Le premier scaphandre à casque à proprement parler fut celui du chevalier Pierre Rémy de Beauve (garde de la Marine à Brest), fabriqué en 1715 comme l'avait été le tonneau de Lethbridge. Le scaphandre du chevalier était constitué d'un casque de métal et d'un vêtement de cuir. Le casque était relié à la surface par deux tuyaux dont l'un était alimenté en air de surface par un soufflet alors que l'autre servait à l'évacuation de l'air expiré du plongeur. De Beauve jeta ainsi les bases de ce qu'allait devenir, et ce qui est resté jusqu'à nos jours, le scaphandre à casque :
- L'équipement de De Beauve est essentiellement un casque uni à un vêtement isolant.

- L'habit de cuir du Chevalier était étanche et le corps du plongeur était donc au contact de l'air qu'il respirait, isolé de l'eau.

- Le plongeur évoluait sur le fond en marchant, en position verticale.

Le premier scaphandre à casque semi-autonome (équipé d'une réserve d'air mais encore relié à la surface par des câbles) fut celui du Sieur Fréminet, Parisien oisif qui cherchait par tous les moyens à perfectionner une combinaison permettant à un plongeur de respirer sous l'eau. Entre 1771 et 1774 Fréminet travailla à la mise au point d'une combinaison de plongée. Casqué de cuivre l'habit de cuir de Fréminet avait été fabriqué à sa demande par un cordonnier et le casque, quant à lui, avait été élaboré par des chaudronniers. L'équipement de Fréminet traînait derrière lui une réserve d'air reliée au casque par deux tubes, un tube d'inhalation d'air et un tube d'exhalation. Par la suite Fréminet plaça la réserve d'air sur le dos du plongeur et équipa l'habit de poids portés aux pieds, comme il allait en être aussi plus tard chez les scaphandriers à casque du XIXe siècle. Ces poids permettent d'obtenir une flottabilité négative et de rester debout sur le fond. Les lourdes semelles des combinaisons des scaphandriers à casque sont celles qui leur ont valu le surnom de « scaphandriers pieds lourds ».
Fréminet utilisa son invention avec succès pendant au moins 10 ans, par exemple aux ports du Havre et de Brest, comme le montre une peinture réalisée en 1784.

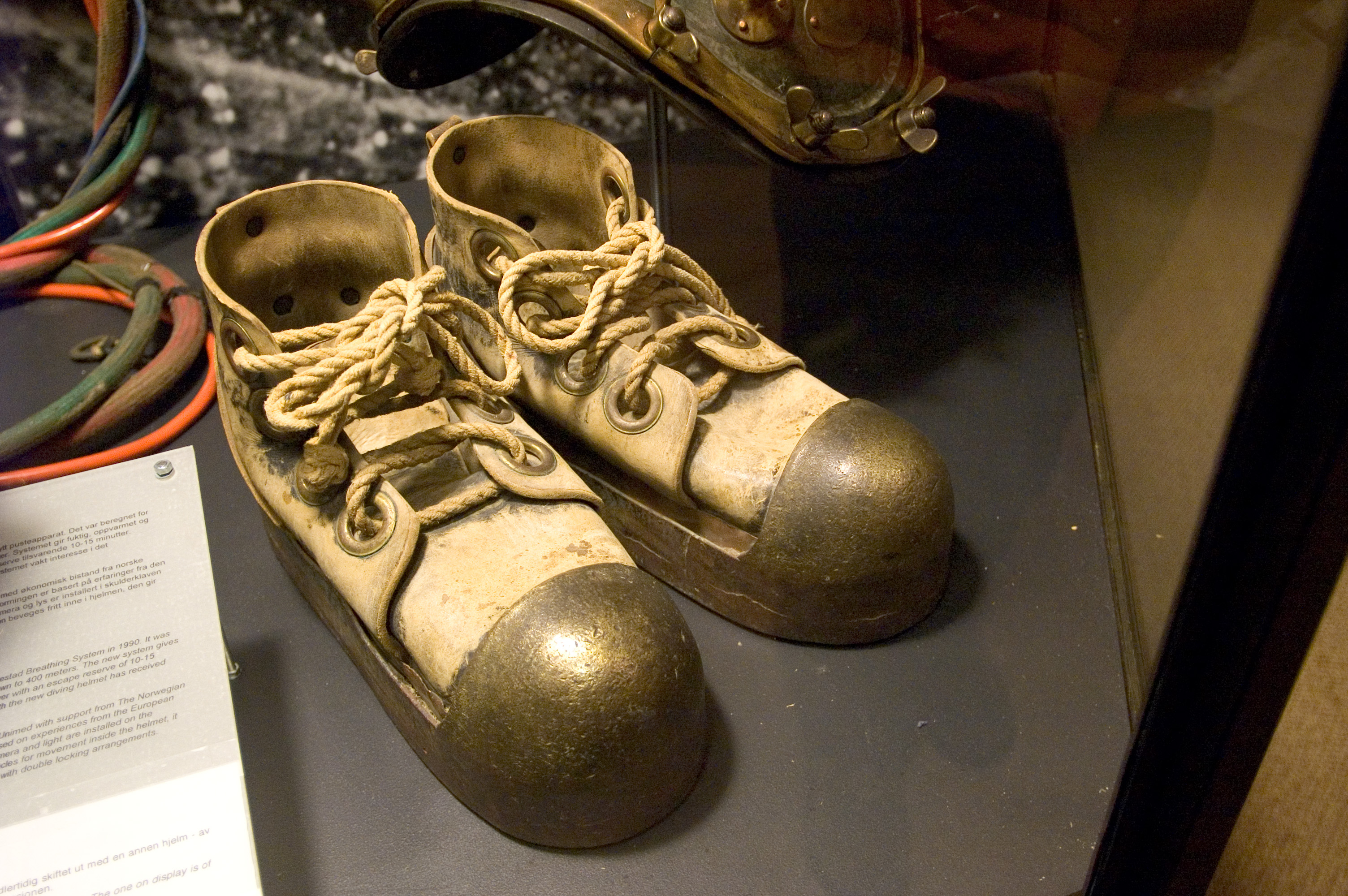
Chaussures lestées de « scaphandrier pieds lourds ».

En 1774 le mot scaphandre n'était pas encore populaire et Fréminet avait baptisé son invention du nom de « machine hydrostatergatique, ». Pourtant ce mot de scaphandre venait d'être créé sept ans auparavant, mais pour une invention destinée non pas à aller sous l'eau mais plutôt destinée à flotter sur sa surface. Le mot scaphandre, du grec skaphe (barque) et andros (homme), fut ainsi utilisé pour la première fois en 1765 par Jean-Baptiste de La Chapelle, dit l'Abbé de la Chapelle (1710-1792), lorsqu'il présenta à l'Académie Royale des Sciences un costume de son invention. Dix ans plus tard, en 1775, il publia son ouvrage Traité de la construction théorique et pratique du scaphandre ou du bateau de l'homme. L'invention de l'Abbé de la Chapelle consistait en un corset réalisé en liège et permettant à des soldats de flotter et de traverser les cours d'eau. Son invention ne connut pas de suite mais le terme scaphandre resta tout de même quelque part dans les mémoires puisqu'il finit par être appliqué aux équipements de plongée sous-marine.
Les scaphandres pieds lourds qu'Augustus Siebe conçut d'abord avec les frères John et Charles Deane (1830) et ensuite avec son beau-fils Gorman (1837) firent partie des nombreux perfectionnements réussis de l'invention de Fréminet, mais la forme actuelle de scaphandre à casque fut essentiellement achevée avec le scaphandre qui fit gagner la médaille d'argent à Joseph-Martin Cabirol (1799-1874) lors de l'exposition universelle de 1855. Le scaphandre de Siebe de 1830 laissait encore la partie inférieure du corps du plongeur au contact de l'eau mais son modèle de 1837 était constitué d'une toile caoutchoutée souple et étanche qui recouvrait entièrement le corps du scaphandrier, en l'isolant plus efficacement de l'eau et du froid. Chez le scaphandre de Cabirol l'air pompé de la surface gonflait la combinaison jusqu'à ce que le scaphandrier croie opportun d'actionner une valve d'échappement d'air située sur son propre casque. Cette valve incluait une soupape de non-retour qui empêchait l'eau environnante de pénétrer à l'intérieur du casque et de la combinaison.
Même si de nouvelles technologies arrivèrent par la suite, comme les recycleurs d'air, les plongées aux mélanges ou les scaphandres rigides, le scaphandre de type Cabirol représenta l'équipement standard de plongée jusqu'au milieu du XXe siècle. Par exemple, le film de Jacques-Yves Cousteau Le Monde du silence montre un scaphandrier pieds lourds grec utilisant un scaphandre de type Lerios et évoluant avec les plongeurs autonomes de la Calypso. Les scaphandres de type Lerios ont commencé à être fabriqués en 1865 (90 ans avant Le monde du silence) en prenant comme modèle un scaphandre Siebe-Gorman qui à son tour s'inspirait du casque à quatre hublots de Joseph-Martin Cabirol de 1855 (100 ans avant le film). C'est donc en référence à l'invention de Cabirol que dans Le Monde du silence Cousteau disait en 1955 :

« De nos jours subsiste un équipement vieux d'un siècle : le scaphandre à casque... »

## Équipement

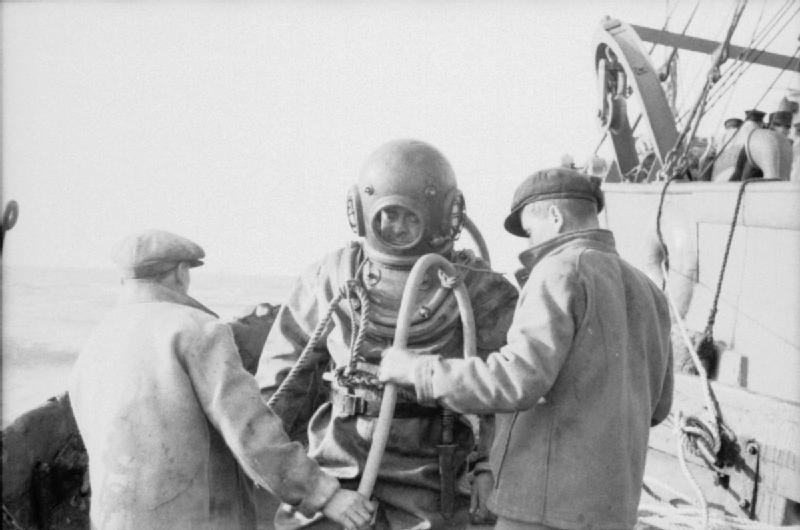
Plongeur de la Royal Navy pendant la deuxième guerre mondiale

Pour parler de scaphandre à casque il faut qu'il y ait casque, ou au moins un équipement semblable, espace contenant l'air destiné à la respiration du scaphandrier, comme la cagoule de cuir décrite par Kyeser. Les casques métalliques furent d'abord constitués d'une seule pièce qui, à la manière d'une cloche inversée, retenait l'air venu de la surface uniquement sur la partie supérieure. Le scaphandrier n'était donc pas au sec et s'il se penchait trop ou si son casque se renversait il risquait la noyade. Même si des scaphandres étanches existèrent avant 1837, comme ceux de Fréminet ou de Rémy de Beauve, ce ne fut pas avant cette année que l'étanchéité fut définitivement acquise dans le domaine de la plongée sous-marine en scaphandre. Peu après 1837 fut introduite la division du casque en deux parties. Ces innovations, de l'Allemand Augustus Siebe, jetèrent les bases de la configuration essentielle des scaphandres qui allaient être mis au point au cours des 150 années suivantes. Cette configuration était généralement constituée des parties suivantes :
- Le casque, divisé en deux parties,
  - La pèlerine est la partie pectorale, elle est reliée à la combinaison et laisse passer la tête par une ouverture circulaire.
  - Le bonnet est la partie du casque qui couvre la tête, il se visse à la pèlerine ou bien, pour les scaphandres de plus grandes profondeurs, il s'attache à cette dernière par le biais de boulons.
- Le narguilé. C'est le tube qui relie le bonnet à la surface, où une pompe envoie l'air dans le tube, jusqu'au scaphandrier.
- La ligne de vie. C'est le bout ou le cordage par lequel on descendait et ensuite remontait le scaphandrier.
- La peau de bouc. C'est la combinaison étanche, en toile caoutchoutée. Elle est reliée à la pèlerine par des boulons.
- Les gants. En général ils étaient constitués de caoutchouc mais dans les eaux tempérées les scaphandriers plongeaient souvent les mains nues.
- Les semelles de plomb. Elles aidaient le scaphandrier à rester sur la station debout, en facilitant sa marche sur les fonds marins.
- Le lest. Il était constitué d'une masse de plomb plate portée, le plus souvent, sur des points d'attache situés sur la partie pectorale de la pèlerine.
- Le couteau et la hache. Très prisés des collectionneurs ces outils ont vu apparaître de nombreux modèles conçus uniquement pour la plongée en scaphandre. Ils sont devenus des objets emblématiques de l'époque des pieds-lourds.